# Charlotte Baden
Sophia Lovisa Charlotte Baden, född den 21 november 1740, död den 6 juni 1824, var en dansk författare, mor till Gustav Ludvig och Torkel Baden.
Hon var dotter till major Gustav Ludvig von Klenau (1703–1772) och Bolette Cathrine From (1696–1788). År 1763 gifte hon sig med professor Jacob Baden (1735–1804). 
Hon uppfostrades hos släktingen Anna Susanne von der Osten, hovmästarinna hos prinsessan Charlotte Amalie av Danmark; Charlotte Amalie gav henne en fin bildning.

## Verk
- Den fortsatte Grandison (1784)